# The Heart Is Deceitful Above All Things
The Heart Is Deceitful Above All Things (Verweistitel: Das Herz ist eine hinterlistige Person) ist die Verfilmung des als ursprünglich als autobiografisch inspiriert vermarkteten Romans The Heart is Deceitful Above All Things von JT LeRoy, in Deutschland erschienen unter dem Titel Jeremiah. Der Film wurde 2004 gedreht, Regie führte Asia Argento, die auch die Hauptrolle der Sarah spielte.

## Handlung
Der Film handelt von der Beziehung der drogenabhängigen Mutter Sarah zu ihrem Sohn Jeremiah. Sarah verbringt ihr Leben mit Drogenkonsum, Prostitution, Alkohol-Exzessen und Striptease.
Sarah hat viele Beziehungen mit Männern, die sie und ihren Sohn schlecht behandeln, und sie vernachlässigt ihren Sohn immer mehr, wofür sie die Männer als Ausrede benutzt. Nachdem Jeremiah nach einer Vergewaltigung ins Krankenhaus eingeliefert worden ist, holt ihn von dort seine Großmutter ab. Bei den Großeltern lebt er in einer radikalen christlichen Sekte in West Virginia. Drei Jahre später, Jeremiah ist nun elf Jahre alt, kommt Sarah wieder, um ihn zu sich zurückzuholen. Jeremiah erlaubt ihr, ihn in Mädchenkleider zu kleiden, um ihr bei ihrer Arbeit zu helfen. Jeremiah tritt als Baby-Doll-Version von Sarah in einschlägigen Clubs auf und verführt schließlich Sarahs derzeitigen Freund Jackson, der ihm zunächst widerstehen will, ihn aber dann vergewaltigt.
Wütend auf Jackson, weil er den Annäherungsversuchen ihres Sohnes nachgegeben hat, und auf Jeremiah, weil er ihr Höschen versaut hat, verlässt Sarah mit ihrem Sohn den Ort.
Nachdem sie in dem Haus von Sarahs letztem Freund waren, das mit ihm darin in die Luft geflogen ist, fliehen Sarah und Jeremiah. Nach einem missglückten Versuch, in einem Supermarkt Lebensmittel zu stehlen, findet Jeremiah etwas Essbares in einem Müllcontainer. Kurz darauf überredet ihn seine Mutter, die zu dem Zeitpunkt in einem Wahn-Zustand ist, dazu Gift zu trinken.
Jeremiah wacht erneut in einem Krankenhaus auf, an seiner Seite seine Großmutter. Sie erzählt ihm, dass seine Mutter auf der psychiatrischen Station ist. Doch in der Nacht holt Sarah ihren Sohn aus seinem Krankenzimmer und flieht mit ihm in Krankenhauskleidung. Die letzte Szene zeigt Sarah und Jeremiah, die in einem Auto davonfahren.

## Kritiken
Die Zeitschrift TV Spielfilm 6/2008 schrieb, der Film biete „vitales, kantiges Independent-Kino“. Er zeige „ein raues, abseitiges „Trailer-trash“-Amerika in dunkel-poetischen, teils halluzinatorischen Bildern“.

## Auszeichnungen
Asia Argento wurde im Jahr 2006 für den Nastro d’Argento des Sindacato Nazionale Giornalisti Cinematografici Italiani nominiert.

## Hintergründe
Der Film wurde in Knoxville (Tennessee) gedreht. Seine Weltpremiere fand am 15. Mai 2004 auf den Internationalen Filmfestspielen von Cannes statt. Am 15. September 2004 wurde er auf dem Toronto International Film Festival gezeigt, dem zahlreiche weitere Filmfestivals folgten. Am 10. März 2006 kam er in ausgewählte Kinos in den USA, in denen ca. 29.000 US-Dollar eingespielt wurden. In Italien spielte der Film ca. 133.000 Euro ein.